# Karolina Michalczuk
Karolina Michalczuk (* 6. Dezember 1979 in Brzezice bei Lublin) ist eine polnische Boxerin. Sie wurde 2008 Weltmeisterin der Amateurinnen im Bantamgewicht.

## Werdegang
Karolina Michalczuk wuchs in ihrem Geburtsort in einer Familie auf, in der der Vater früh verstorben war. Sie hat drei Brüder und musste sich schon im Kindesalter gegen diese behaupten. Dies glückte ihr, da sie schon von klein auf unerschrocken war und, meist spielerisch gegen ihre älteren Brüder den "Kampf aufnahm". Als Jugendliche interessierte sie sich für verschiedene Kampfsportarten. Zum Boxen kam sie dann, als im Sportunterricht in der Berufsschule für den Bergbau in Lublin ihr Talent für das Boxen von Adam Sawicki entdeckt wurde. Dieser wurde dann beim Sportverein Paco Lublin auch ihr erster Trainer. In der Nationalmannschaft kam später noch Wladyslaw Maciejewski als Trainer hinzu.
2003 wurde sie erstmals polnische Meisterin im Federgewicht. Diesem Titel folgten bis zum Jahre 2010 noch weitere sieben, ab 2005 alle im Bantamgewicht. 2003 begann auch die internationale Karriere von Karolina Michalczuk. Sie startete bei der Europameisterschaft in Pécs/Ungarn im Federgewicht und belegte dort hinter der Norwegerin Henriette Kittel und vor Myriam Chomaz, Frankreich und Swetlana Kulakowa aus Russland den 2. Platz und wurde damit Vizeeuropameisterin. Ihren ersten internationalen Titel holte sie sich bei der Europameisterschaft 2005 in Tønsberg/Norwegen. Sie siegte dort im Bantamgewicht über Arsalene Ahlam aus Frankreich, Mihaela Cijveschi, Rumänien und Seda Aygun aus der Türkei und wurde damit neue Europameisterin. Im gleichen Jahr fanden in Podolsk auch die zweiten Weltmeisterschaften der Frauen statt. Karolina Michalczuk besiegte dort in ihrem ersten Kampf Vanessa Juarez aus den Vereinigten Staaten klar nach Punkten (31:13), verlor aber dann gegen Mihaela Cijveschi, die sie bei der Europameisterschaft 2005 noch besiegt hatte, durch Abbruch in der 2. Runde, womit sie ausschied und nur den 5. Platz belegte. Cijveschi wurde dann sogar Weltmeisterin.
2006 traf sie beim Ahmet Comert-Turnier in Istanbul im Halbfinale des Bantamgewichts erstmals auf Sofja Otschigawa aus Russland und verlor diesen Kampf nach Punkten. Sofja Otschigawa wurden in den nächsten Jahren eine ihrer Hauptkonkurrentinnen. Das nächste Mal trafen beider bei der Europameisterschaft im September 2006 in Warschau aufeinander und dort siegte Karolina Michalczuk im Halbfinale über Sofja Otschigawa nach Punkten (25:20). Dieser Kampf hatte ihr aber sehr viel Substanz gekostet, so dass sie den Endkampf gegen Kari Jensen aus Norwegen überraschend nach Punkten verlor (27:35). Sie wurde damit nach 2003 zum zweiten Mal Vizeeuropameisterin. Im November 2006 traf Karolina Michalczuk dann bei der Weltmeisterschaft in New Delhi im Finale wiederum auf Sofja Otschigawa und wurde diesmal von dieser klar nach Punkten besiegt (2:21). Vor der Europameisterschaft in Warschau siegte Karolina Michalczuk bei der Meisterschaft der Europäischen Union in Porto Torres auf Sardinien im Bantamgewicht. Dabei konnte sie sich gegen Mihaela Cijveschi revanchieren, als sie diese im Halbfinale dieser Meisterschaft nach Punkten besiegte (21:17). 
Bei der Europameisterschaft 2007 in Vejle/Dänemark traf sie dann im Halbfinale wieder auf Sofja Otschigawa und unterlag dieser wieder nach Punkten (4:14). Damit belegte sie bei dieser Meisterschaft den 3. Platz. Das Jahr 2008 wurde dann zum erfolgreichsten Jahr in der Laufbahn von Karolina Michalczuk. Sie siegte wieder bei der Meisterschaft der Europäischen Union, die in Liverpool stattfand und gewann dort u. a. über die starke Engländerin Nicola Adams (13:9) und über Lorna Weaver aus Frankreich (13:49 nach Punkten. Bei der Weltmeisterschaft in Ningbo/China im November 2008 profitierte sie davon, dass Sofja Otschigawa in das Federgewicht aufgestiegen war. Sie besiegte in Ningbo aber mit Hai Lam-Ho aus Hongkong, Ayako Minowa aus Japan, Zhang Qui aus China und Nicola Adams vier starke Gegnerinnen und gewann verdientermaßen den Weltmeistertitel.
Diesem Erfolg ließ sie im Jahre 2009 bei der Europameisterschaft in Nikolajew/Ukraine einen weiteren folgen, denn sie wurde dort im Bantamgewicht wieder Europameisterin. Den größten Widerstand setzte ihr dabei die junge Schwedin Helene Falk im Halbfinale entgegen, gegen die sie nur knapp mit 5:3 Punkten gewann. Im Finale gelang ihr ein Punktsieg über Ivanna Krupenia aus der Ukraine, gegen die sie mit 8:3 Punkten gewann. Im Jahre 2010 fand der Jahreshöhepunkt in Bridgetown/Barbados statt. Es waren die Weltmeisterschaften, bei der sie wieder im Bantamgewicht startete. Es gelangen ihr dort Punktsiege über Oksana Korojewa aus Kasachstan (12:2), Leiryn Flores aus Venezuela (14:2) und Ayşe Taş aus der Türkei (9:3). Im Halbfinale unterlag sie aber gegen Jelena Saweljewa aus Russland nach Punkten (5:14). Sie konnte damit zwar ihren Weltmeistertitel von 2008 nicht verteidigen, aber auch der Vizeweltmeistertitel 2010 war für sie ein großer Erfolg.
Im November 2010 startete Karolina Michalczuk bei den sog. "Womens Intern. Dual Series" in Oxnard in den Vereinigten Staaten im Fliegengewicht. Der Hintergrund für ihren Start im Fliegengewicht war der, dass im Jahre 2012 bei den Olympischen Spielen in London erstmals Frauenwettbewerbe im Fliegen-, Leicht- und Mittelgewicht stattfinden werden. Will sie dort an den Start gehen, muss sie also entweder in das Fliegengewicht abtrainieren oder in das Leichtgewicht hineinwachsen. Sie entschied sich offensichtlich für das Abtrainieren von weiteren drei Kilogramm, was ihr nicht leichtfallen dürfte. In Oxnard gab es an vier aufeinanderfolgenden Tagen Kämpfe, ohne dass dabei ein Turniersieger ermittelt wurde. Sie besiegte dabei die US-Amerikanerinnen Cynthia Morena (34:20), Christina Cruz (10:7) und Tyriesha Douglas (20:8) jeweils nach Punkten, verlor aber ihren letzten Kampf gegen Alex Love aus den Vereinigten Staaten knapp mit 16:17 Punkten.

## Internationale Erfolge
| Jahr | Platz | Wettbewerb                                 | Gewichtsklasse | Ergebnis |
| 2003 | 2.    | EM in Pécs/Ungarn                          | Feder          | hinter Henriette Kittel, Norwegen, vor Myriam Chomaz, Frankreich u. Swetlana Kulakowa, Russland |
| 2004 | 2.    | Witch-Cup in Pécs                          | Feder          | nach Punktniederlage im Finale gegen Zsusanna Szuknai, Ungarn (14:19) |
| 2005 | 1.    | EM in Tønsberg/Norwegen                    | Bantam         | nach Abbruchsieg i.d. 2. Runde über Arsalene Ahlam, Frankreich u. Punktsiegen über Mihaela Cijveschi, Rumänien (25:22) u. Seda Aygun, Türkei (25:16)                                                      |
| 2005 | 2.    | Witch-Cup in Pécs                          | Bantam         | nach Punktsieg über Kari Jensen, Norwegen (34:23) u. Punktniederlage gegen Dina Burger, Schweiz (16:26)                                                                                                   |
| 2005 | 5.    | WM in Podolsk/Russland                     | Bantam         | nach Punktsieg über Vanessa Juarez, USA (31:13) u. Abbruchniederlage i.d. 2. Runde gegen Mihaela Cijveschi                                                                                                |
| 2006 | 3.    | Ahmet-Comert-Turnier in Istanbul           | Bantam         | nach Punktsieg über Ayşe Taş, Türkei u. Punktniederlage gegen Sofja Otschigawa, Russland |
| 2006 | 1.    | EU-Meisterschaft in Porto Torres/Sardinien | Bantam         | nach Abbruchsieg i.d. 2. Runde über Ayşe Taş, Punktsieg über Mihaela Cijveschi u. Abbruchsieg i.d. 2. Runde über Natalie Kalinowski, Deutschland                                                          |
| 2006 | 1.    | EM in Warschau                             | Bantam         | nach Abbruchsieg i.d. 1. Runde über Sabriye Sengul, Türkei, Punktsieg über Sofja Otschigawa (25:22) u. Punktniederlage gegen Kari Jensen (27:35)                                                          |
| 2006 | 2.    | Venus-Cup in Vejle/Dänemark                | Bantam         | nach Punktsieg über Sofja Sidorowa, Estland (23:12), Abbruchsieg i.d. 1. Runde über Lydia Walczak, Kanada u. Punktniederlage gegen Sarita Devi Laishram, Indien                                           |
| 2006 | 2.    | WM in New Delhi                            | Bantam         | nach Punktsieg über Preeti Beniwal, Indien (24.9), Abbruchsieg i.d. 1. Runde über Ri Kwang Suk, Nordkorea, Punktsieg über Zhang Qui, China (17:11) u. Punktniederlage gegen Sofja Otschigawa (2:21)       |
| 2007 | 5.    | Ahmet-Comert-Turnier in Istanbul           | Bantam         | nach Abbruchsieg i.d. 2. Runde über Maryam Blalowa, Kasachstan u. Punktniederlage gegen Sofja Otschigawa (2:17)                                                                                           |
| 2007 | 3.    | EM in Vejle                                | Bantam         | nach Punktsieg über Lorna Weaver, Frankreich (12:5) u. Punktniederlage gegen Sofja Otschigawa (4:14) |
| 2008 | 1.    | Ahmet-Comert-Turnier in Istanbul           | Bantam         | nach Abbruchsieg i.d. 1. Runde über Hatice Murathan, Türkei, Punktsieg über Nadeschda Wertogolowa, Russland (23:1), Abbruchsieg i.d. 2. Runde über Sunita Yadav, Indien u. Punktsieg über Zhang Qui (8:2) |
| 2008 | 9.    | Ladies-Nikolajew-City-Cup                  | Bantam         | nach Punktniederlage im Achtelfinale gegen Ludmilla Christow, Ukraine (11:12) |
| 2008 | 1.    | EU-Meisterschaft in Liverpool              | Bantam         | nach Punktsiegen über Nicola Adams, England (13:9), Lorna Weaver (13:4) u. Giacoma Cordio, Italien (10:4)                                                                                                 |
| 2008 | 1.    | WM in Ningbo/China                         | Bantam         | nach Abbruchsieg i.d. 2. Runde über Hoi Lam-Ho, Hongkong u. Punktsiegen über Ayako Minowa, Japan (18:2), Zhang Qui (9:4) u. Nicole Adams (5:0)                                                            |
| 2009 | 5.    | Ahmet-Comert-Turnier in Istanbul           | Bantam         | nach Abbruchsieg i.d. 1. Runde über Aziza Abbasowa, Kasachstan u. Punktniederlage gegen Alexandra Kuleschowa, Russland (9:13)                                                                             |
| 2009 | 1.    | EU-Meisterschaft in Pazardzhik/Bulgarien   | Bantam         | nach Punktsieg über Lorna Weaver (11:2), Abbruchsieg über Csilla Nemedi, Ungarn u. Punktsieg über Irene Gordo, Italien                                                                                    |
| 2009 | 1.    | EM in Nikolajew/Ukraine                    | Bantam         | nach Punktsieg über Cindy Metz, Deutschland (10:1), Abbruchsieg i.d. 1. Runde über Lorna Weaver u. Punktsiegen über Helene Falk, Schweden (5:3) u. Ivanna Krupenia, Ukraine (8:3)                         |
| 2010 | 3.    | WM in Bridgetown/Barbados                  | Bantam         | nach Punktsiegen über Oksana Koroljewa, Kasachstan (12:2), Leiryn Flores, Venezuela (14:2) u. Yase Tas (9:3) u. Punktniederlage gegen Jelena Saweljewa, Russland (5:14)                                   |

## Länderkämpfe
| Datum      | Ort       | Begegnung               | Gewichtsklasse | Ergebnis                                                 |
| 30.3.2005  | Rzeszów   | Polen gegen Ukraine     | Bantam         | Punktsieg über Ludmilla Gricai (3:0 Kampfrichterstimmen) |
| 2.4. 2005  | Nowy Sacz | Polen gegen Ukraine     | Bantam         | Punktsieg über Ludmilla Grica (3:0 Kampfrichterstimmen)  |
| 16.5.2006  | Koszalin  | Polen gegen Deutschland | bis 52 kg KG   | Punktsieg über Natalie Kalinowski                        |
| 15.11.2008 | Świecie   | Polen gegen Italien     | Bantam         | Punktsieg über Giala Lardi (3:0 Kampfrichterstimmen)     |

## Polnische Meisterschaften
| Jahr | Platz | Gewichtsklasse | Ergebnis                                                |
| 2003 | 1.    | Feder          |                                                         |
| 2004 | 1.    | Feder          |                                                         |
| 2005 | 1.    | Bantam         | nach Abbruchsieg i.d. 1. Runde über Joanna Potocka      |
| 2006 | 1.    | Bantam         | nach Abbruchsieg i.d. 1. Runde über Agata Karcz         |
| 2007 | 1.    | Bantam         | nach Abbruchsieg i.d. 1. Runde über Edyta Twardoch      |
| 2008 | 1.    | Bantam         | nach Abbruchsieg i.d. 2. Runde über Daria Walczykiewicz |
| 2009 | 1.    | Bantam         | nach Punktsieg über Sandra Drabik (25:9)                |
| 2010 | 1.    | Bantam         | nach kampflosem Sieg über Joanna Gutowska               |

## Erläuterungen
- WM = Weltmeisterschaft, EM = Europameisterschaft
- EU = Europäische Union
- KG = Körpergewicht
- Fliegengewicht, bis 51 kg, Bantamgewicht bis 54 kg, Federgewicht, bis 57 kg Körpergewicht